# Pierre Jean Boudot
Pour les articles homonymes, voir Boudot.
L'abbé Pierre Jean Boudot, né en 1689 à Paris et mort le 6 septembre 1771, est un administrateur de l'Ancien Régime, censeur royal et attaché à la Bibliothèque du Roi.

## Biographie
Fils de l'imprimeur-libraire parisien Jean I Boudot et frère du libraire Jean II Boudot, secrétaire-interprète du régiment d'infanterie irlandaise de Lally, il est l'un des principaux rédacteurs du Catalogue des livres imprimés de la Bibliothèque du Roi. Il collabore également avec plusieurs auteurs à la rédaction de la Bibliothèque du théâtre français, paru en 1769, et publie avec Charles-Jean-François Hénault un Nouvel Abrégé chronologique de l'histoire de France en 1744. Stanislas Leszczynski le choisit comme correspondant.